# Duško Kondor
Duško Kondor (Bijeljina, 10 giugno 1947 – Bijeljina, 22 febbraio 2007) è stato un docente e attivista bosniaco.

## Biografia
Duško Kondor nasce a Bijeljina nel 1947. Si è battuto per tutta la vita per il rispetto dei diritti umani, contribuendo a fondare il "Comitato Helsinki in Bosnia-Erzegovina" e impegnandosi a fondo nell'educazione dei giovani al coraggio civile.
Professore di Filosofia, Sociologia e Scienze Politiche alla scuola superiore "Mihajlo Pupin" di Bijeljina, ha profondamente inciso sulla formazione e sulla crescita di numerosi giovani.
Prima di morire assassinato a Bijeljina il 22 febbraio 2007, era stato chiamato dal Tribunale contro i crimini di guerra perpetrati dai nazionalisti serbi come testimone oculare di un eccidio di 26 musulmani commesso nel 1993 sotto le finestre di casa sua.
Dopo il suo funerale si sono susseguite molte proteste pacifiche con striscioni che proclamavano: “Hanno ucciso il simbolo del coraggio civile, ma non possono uccidere la verità…Noi siamo tutti il Professor Kondor”. Una protesta è stata anche inoltrata al Ministero della Giustizia e degli Interni e al Presidente della Repubblica Srpska, per aver più volte negato la protezione del professore e testimone.
Amnesty International e le altre organizzazioni internazionali presenti in Bosnia ed Erzegovina hanno fermamente condannato il barbaro omicidio e domandato alle autorità un'inchiesta immediata e imparziale per individuare e arrestare i responsabili.
Dal 2009 è onorato come Giusto al Giardino dei Giusti di tutto il mondo di Milano.